# لیندسی اپلگیت
لیندسی اپل‌گیت (Lindsay Applegate) (زادهٔ ۱۸ سپتامبر ۱۸۰۸ – درگذشتهٔ ۲۸ نوامبر ۱۸۹۲)، پیشگام آمریکایی بود که به‌خاطر شرکت در علامت زدن مسیر اپل‌گیت، یک مسیر جایگزین برای مسیر اورگن، شناخته می‌شد. این مسیر توسط برادران وی، چارلز و جیسی در ۱۸۴۶ میلادی علامت زده شد، اگرچه جیسی هنگام علامت زدن بخشی از مسیر اپل‌گیت، از دره ویلامیت تا رود هومبولت، عضو این گروه نبود. براساس دست‌نوشته اصلی لیندسی اپل‌گیت در ۱۸۷۷ میلادی، اعضای این سفر اکتشافی شامل افراد ذیل بود: کاپیتان لیوی اسکات، جان اسکات (پسر لیوی)، هنری بایگوس، لیندسی اپل‌گیت، جیسی اپل‌گیت، بنجامین چرچ، جان اوینز، رابرت اسمیت، ساموئل گودهو، موسُس «بلَک» هریس، دیوی گوف، بینیت اوسبورن، ویلیام اسپورتسمان و ویلیام پارکر.

## اوایل زندگی
لیندسی اپل‌گیت در ۱۸ سپتامبر ۱۸۰۸ در کنتاکی زاده شد و والدین وی دانیل و راچل اپل‌گیت نام داشتند. خانواده وی در ۱۸۲۰ میلادی به دره اوسیج در میزوری نقل مکان نموده و به مزرعه‌داری مشغول شدند. در ۱۸۳۱ میلادی، لیندسی با الیزابت میلر، کسی که خواهرش ملیندا همسر برادر بزرگتر لیندسی به‌نام چارلز بود، ازدواج کرد و آنها شش پسر داشتند. وی در ۱۸۳۲ میلادی در جنگ شاهین سیاه بر علیه بومیان آمریکایی جنگید.

## کشور اورگن
در ۱۸۴۳ میلادی، لیندسی و چارلز با فروختن تمامی مزرعه‌های خود در میزوری و خریداری چندصد رأس دام، بنابر درخواست دوست خوب جیسی به‌نام رابرت شارتیس، همراه با برادر کوچکتر خود جیسی به کشور اورگن سفر کردند. در آن زمان، مسیر اورگن هنوز در مراحل اولیه خود قرار داشت و حدود چندصد مایل نهایی آن پس از واسکوپام میشن، باید توسط قایق‌ها و با گذشتن از بادها، شیب‌ها و گرداب‌های خطرناک رود کلمبیا پیموده می‌شد:
گرداب‌های که شبیه حوض‌چه رود به‌نظر می‌رسید، چه شدن قایق، خیس شدن و موج‌های تکان دهنده قایق… بلافاصله در قایق ما ناله‌های از دلهره و فریادها و صحنهٔ از سردرگمی حاکم بود که هیچ زبانی قادر به توصیف آن نیست. ما قایقی را دیدیم که ناپدید شد و مرد و بچه‌های را دیدم که در آب دسته و پنجه نرم می‌کردند.
پسر نُه ساله لیندسی به‌نام وارن و پسر ده ساله جیسی به‌نام ادوارد که آب‌بازی را بلد نبودند، در جریان این سفر هلاک شدند. لیندسی نوشت، «ما تصمیم گرفتیم که اگر در کشور بمانیم، راهی بهتری برای دیگران که آرزوی مهاجرت دارند، پیدا کنیم». تلفات بعدی در فصل‌های مهاجرت ۱۸۴۴ و ۱۸۴۵ میلادی، بسیاری از ساکنین را وادار و ترغیب نمود تا به دنبال یک مسیر جایگزین بگردند.
لیندسی و چهارده تن از ساکنین دیگر مسیر مهاجرت جنوب را میان فورت هال در آیداهو و دره ویلامیت در اورگن تأسیس کردند، این مسیر از شمال نوادا و پس از آن از جنوب اورگن، جاییکه حالا اشلند و رسبورگ قرار دارد، می‌گذشت. هدف از ایجاد این مسیر این بود تا مسیر امن‌تری نسبت به رود کلمبیا فراهم شود، ساکنین به رفتن به غرب اورگن تشویق گردند، از رفتن به مناطق تحت کنترل شرکت هادسونز بی خودداری صورت گیرد و اینکه مسیر از قلمروی تحت منازعه بریتانیا در شمال کلمبیا فاصله داشته باشد، جاییکه بیشتر ساکنین گمان می‌کردند، به‌زودی به مرز ایالات متحده و کلمبیا مبدل خواهد شد.

### مسیر اپل‌گیت
جیسی در مورد مسیر کالیفرنیا که از ایداهو تا شمال کالیفرنیا در امتداد رود هومبولت ادامه داشت، از شرکت هادسونز بی اطلاعات به‌دست‌آورد. این اطلاعات همراه با اطلاعاتی که از مسیر تله‌اندازان میان دره ویلامیت و کالیفرنیا به‌دست آمده بود، باعث شد تا پانزده مرد اسب‌سوار سفر اکتشافی را، با حمایت مالی حکومت موقت اورگن، در میانه ژوئن ۱۸۴۶ آغاز نموده و به دنبال ارتباطی میان این دو مسیر بگردند.
آنها با عبور از دره‌های ویلامیت، اومپکوا و روگ به سمت جنوب حرکت کردند. آنها در انتهای جنوبی دره روگ – مکان امروزی اشلند – به سمت شرق تغییر مسیر داده و تقریباً با دنبال کردن مسیر امروزی بزرگ‌راه گرین اسپرینگز، مسیر ۶۶ اورگن، از رشته کوه‌های کسکیدز عبور و از جای برون آمدند که امروزه کنو، اورگن واقع شده‌است. آنها پس از چرخیدن در انتهای جنوبی جهیل کلامات، در نهایت به محل آینده وینموکا، نوادا رسیدند. در اینجا گروه به دو دسته تقسیم شده و برخی‌ها برای مدتی استراحت کردند، اما گروه دومی با دنبال کردن رود هومبولت به سمت شمال شرق و مسیر کالیفرنیا، به فورت هال رسیدند. نخستین گروه مهاجرین که از مسیر اپل‌گیت استفاده کردند، گروه متشکل از تقریباً ۱۵۰ خانواده بودند که توسط جیسی متقاعد شدند تا گروه اپل‌گیت را در سفر بازگشت در خزان ۱۸۴۶ همراهی نمایند.
هنگام بازگشت، گروه اپل‌گیت که مهاجرین نیز با آنها بود، شروع به علامت زدن مسیر برای واگن‌ها کردند، هرچند که آنها برای این تلاش به حد کافی آماده نبودند، چون ابزار معدودی در دست داشتند و گروه آنها به‌طور غالب از مهاجرین خسته تشکیل شده بود. آنها همچنین با زمستان زودرس مواجه شدند – زمستانی که رکورد برف سنگین را زد و گروه دونر را در سیرا نوادا که در چندصد مایلی آنها در جنوب قرار داشتند، گیر انداخت.
زمانی که آنها در دره روگ رسیدند، زمستان به‌طور کامل شروع شده بود. باران، برف، گِل، شاخابه‌ها و رودهای متورم مانع عبور آنها شد. تدارکات ناچیز، کبود موادغذایی، بته‌ها و درختان انبوه و مشکل روشن کردن آتش به‌خاطر گرم کردن، پیشروی گروه را به‌طور قابل‌توجهی کند کرده و باعث شد تا پس از چند مایل مهاجرین را از گروه جدا سازند. زمانی که خبر مشقت‌های آنها در امتداد مسیر شنیده شد، مهاجرین توسط گروه‌های نجات از دره ویلامیت نجات داده شدند.
اپل‌گیت‌ها به‌خاطر مشکلاتی که نخستین واگن خط آهن در این مسیر مواجه شد، از سوی جیسی کوین تورنتون مقصر دانسته شد، کسی که جنگ لفظی وی نزدیک بود به دوئلی میان وی و یکی از حامیان اپل‌گیت به‌نام جیمز نیسمیت بانجامد. بازماندگان این متخاصمین که امروزه زنده هستند، هنوز هم خصومت‌های میان هم دارند. هرچند مسیر اپل‌گیت خطرات طبیعی را به حداقل رسانید، اما هندی‌های مهاجم تا ۱۸۶۲ میلادی جان حداقل ۳۰۰ مهاجر را گرفتند، هرچند این مسیر تا ۱۸۴۷ میلادی به‌طور عموم مورد استفاده قرار نمی‌گرفت.
لیندسی اپل‌گیت و گروه وی نخستین مردان سفیدپوست در جایی بودند که حالا به یادبود ملی لاوا بیدز معروف است. هنگام سفر به سمت شرق آنها توسط یک گدازه سرت و سخت شده در انتهای جنوبی جهیل تیول متوقف شدند. چیزی که به‌نام پل سنگی (Stone Bridge) یاد می‌گردید و در انتهای شمالی واقع شده و مسیر صدها مهاجر بود.

## اواخر زندگی
لیندسی در ۱۸۴۶ میلادی یک زمین اعطایی در ینکللا (میان ایوجین و روزبرگ) به‌دست آورده و یک کارخانه آسیاب تأسیس کرد. چون پیشه لیندسی نجاری بود، وی نخستین قایق مسافربری رودخانه‌ای (فری) را در ۱۸۴۴ میلادی در شهرستان پولک ساخت. وی همچنین مالک باجراه [راهی که برای عبور از آن باید عوارض پرداخت] برای عبور از کوهستان سیسکیوس بود، اما در دهه ۱۸۶۰ میلادی آنرا بفروش رساند.
لیندسی در ۱۸۶۱ میلادی به عنوان نماینده ویژه حکومت در امور هندی‌های مودوک گماشته شد. وی در ۱۸۶۲ میلادی از حوزه انتخابیه شهرستان جکسون به عنوان نماینده جمهوری‌خواه در مجلس نمایندگان اورگن انتخاب گردید. او در ۱۸۶۵ میلادی به عنوان یاور نماینده در امور هندی‌ها انتخاب گردیده و مسئولیت مدیریت مذاکره پیمان‌ها و سایر مناسبات حکومت ایالات متحده با هندی‌های کلامات را برعهده داشت.